# Mimastra
Mimastra is een geslacht van kevers uit de familie bladkevers (Chrysomelidae).
De wetenschappelijke naam van het geslacht werd in 1865 gepubliceerd door Joseph Sugar Baly.

## Soorten
- Mimastra alternata (Jacoby, 1896)
- Mimastra annadalei (Jacoby, 1905)
- Mimastra apicalis Kimoto, 1989
- Mimastra aptera Takizawa, 1990
- Mimastra arcuata Baly, 1865
- Mimastra australis Takizawa, 1986
- Mimastra badia Kimoto, 1989
- Mimastra bhutanica Kimoto, 1982
- Mimastra birmanica Bryant, 1954
- Mimastra brevicollis (Allard, 1889)
- Mimastra capitata Jacoby, 1887
- Mimastra chennelli Baly, 1897
- Mimastra costatipennis Jacoby, 1903
- Mimastra cyanura (Hope, 1831)
- Mimastra elegans (Allard, 1889)
- Mimastra fortipunctata Maulik, 1936
- Mimastra fulva Kimoto, 1983
- Mimastra gracilicornis Jacoby, 1889
- Mimastra gracilis Bay, 1878
- Mimastra grahami (Gressitt & Kimoto, 1963)
- Mimastra guerryi (Laboissiere, 1929)
- Mimastra javana (Weise, 1922)
- Mimastra kandyensis Maulik, 1936
- Mimastra latimana Allard, 1890
- Mimastra leyteana Medvedev, 1995
- Mimastra limbata Baly, 1879
- Mimastra longicornis Jacoby, 1892
- Mimastra maai (Gressitt & Kimoto, 1936)
- Mimastra malvi (Chen, 1942)
- Mimastra modesta (Fairmaire, 1889)
- Mimastra nitida Maulik, 1936
- Mimastra pallida Jacoby, 1896
- Mimastra parva (Allard, 1889)
- Mimastra pectoralis Kimoto, 1989
- Mimastra persimilis Kimoto, 1989
- Mimastra platteeuwi (Duvivier, 1890)
- Mimastra polita (Jacoby, 1889)
- Mimastra procerula Zhang, Yang, Cui & Li, 2006
- Mimastra pygidialis Laboissiere, 1929
- Mimastra quadrinotata (Gressitt & Kimoto, 1963)
- Mimastra quadripartita Baly, 1879
- Mimastra robusta Jacoby, 1887
- Mimastra rugosa (Jacoby, 1886)
- Mimastra scutellata (Jacoby, 1904)
- Mimastra semimarginata (Jacoby, 1886)
- Mimastra soreli Baly, 1878
- Mimastra submetallica (Jacoby, 1884)
- Mimastra sumatrensis (Jacoby, 1896)
- Mimastra suwai Takizawa, 1988
- Mimastra terminata (Allard, 1889)
- Mimastra uncitarsis Laboissiere, 1940
- Mimastra violaceipennis (Jacoby, 1884)